# هوخوانر
هوخوانر (آلمانی: Hochwanner) یک کوه در کشور آلمان است که با ۲٬۷۴۴ متر ارتفاع پس از تسوگ‌اشپیتسه (با ۲٬۹۶۲ متر ارتفاع) دومین کوه بلند این کشور است.قله این کوه نخستین بار در سال ۱۸۷۰ توسط هرمان فون بارت فتح شد.

## نگارخانه

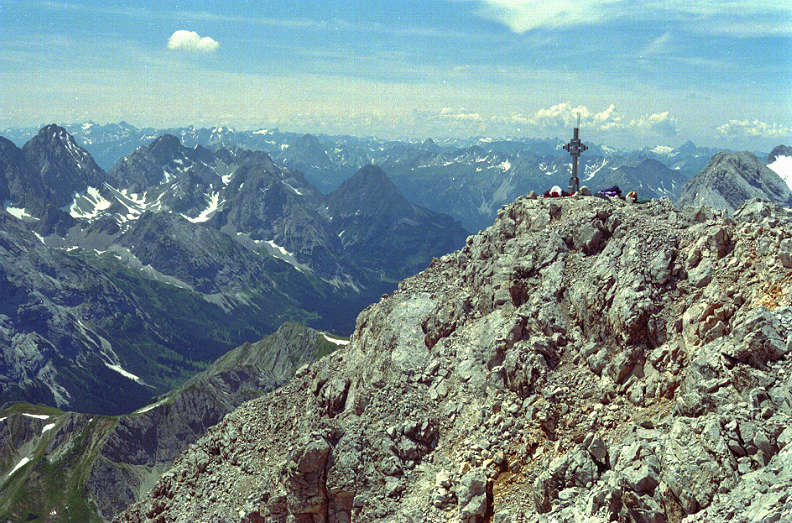
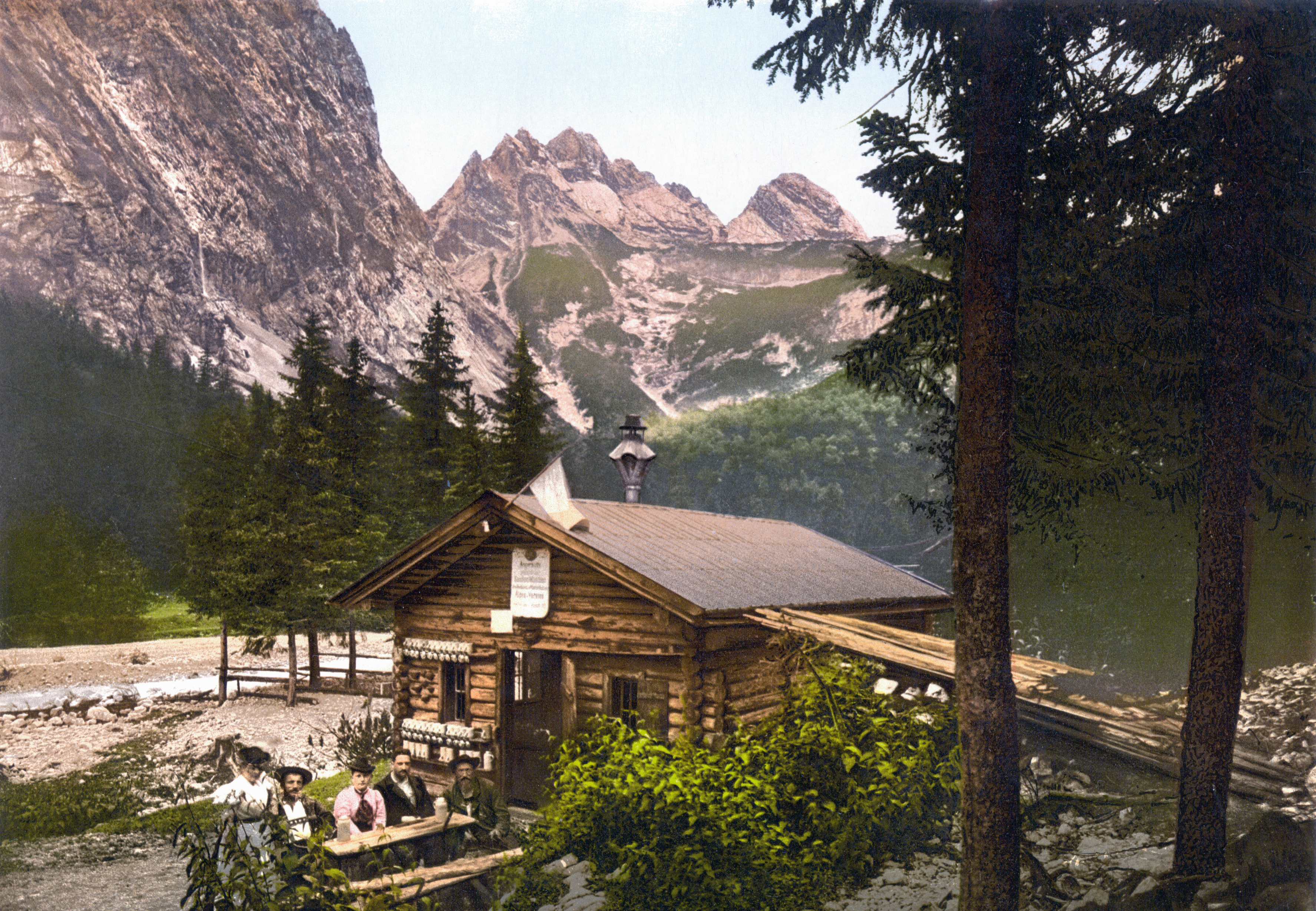